# El Eco del Panadés
El Eco del Panadés, amb el subtítol de periódico de intereses materiales: agricultura, industria, comercio, amena literatura, avisos y noticias, era un periòdic publicat a Vilafranca del Penedès escrit en castellà. Podem considerar-la un diari comarcal de periodicitat setmanal, ja que es publicava cada diumenge. Com diu el subtítol, el periòdic tenia un contingut molt divers; parlava de comerç, d'agricultura, d'indústria, d'economia, i de molts àmbits més. A més a més, tenia seccions de literatura, així com avisos i notícies. La mostra original en paper es troba en el Museu de les Cultures del Vi de Catalunya, a Vilafranca del Penedès.

## Història
Si ens situem en el context històric, és important tenir en compte que entre el 1865 i 1866 va tenir lloc la Guerra hispanosudamericana, un conflicte armat que va enfrontar al Regne d'Espanya contra les repúbliques de Xile i el Perú, seguides de Bolívia i Ecuador. A nivell català, tenim la creació del primer congrés obrer celebrat a Espanya; el Congrés Obrer de Barcelona.
La primera publicació del diari va ser el gener de 1865.
Cal destacar, també, que a partir de l'any 1866 el subtítol del periòdic va passar a ser un altre: semanario de intereses materiales, amena literatura, avisos y noticias.
El propietari del periòdic era Joan Blanch i Rius i era dirigit per Salvador Maria de Fàbregues. La seva impressió estava a càrrec de Fèlix Alargret, però poc després, va passar a fer-se'n càrrec Gaieta Vidal i Valenciano.
- Proprietari: Joan Blanch i Rius
- Director: Salvador Maria de Fàbregues
- Impressió: Fèlix Alargret i Gaieta Vidal i Valenciano

Per causes injustificades, El Eco del Panadés va publicar el seu últim número al juliol del 1866, en concret el dia 29. Per tant, aquest diari va durar poc més d'un any.

## Disseny
El Eco del Panadés, durant el primer any de la seva publicació, constava de vuit seccions.
- La primera d'elles és la Sección Doctrinal, que parlava de temes diversos. Hi podíem veure assumptes com la propietat, l'escola (el règim interior de les escoles, el càstig dels nens, el deure que tenen els mestres...), les màquines de vapor i dels motors d'aire calent, el contracte de la rabassa morta, les associacions com per exemple l'associació de propietaris per al foment de l'agricultura, entre molts d'altres.
- A la secció de Variedades et podies trobar, per exemple, impressions de viatges o literatura diversa (teatre, poesia, narracions...).
- La secció anomenada Boletín Religioso, constava de tres apartats. El primer d'ells et parlava del sant del dia, explicant la història de cada un dels noms que celebraven el seu sant. Seguidament, trobàvem l'apartat de Cultos, en la qual et trobaves l'explicació de diverses esglésies religioses d'interès general. També t'avisava de funcions religioses que s'havien de fer en cada una de les esglésies. Era un apartat ideal per tot aquell que seguia la religió al peu de la lletra.
- Seguidament, hi trobem les gacetillas, és a dir, notícies curtes.
- El següent apartat, anomenat Boletín Comercial, acostumava a ser una secció bastant breu on hi podies consultar els preus dels mercats propers: “precios medios que han tenido ls granos y caldos que se espresarán en los mercados de la primera quincena del corriente mes, celebrados en las poblaciones: Villafranca, Villanueva, Igualada, S. Felio de Llobregat i Barcelona”[1]
- El Correo Nacional es dedica a fer explicacions breus sobre fets que, a nivell nacional, s'hagin considerat importants. Pot anar des de defuncions, publicacions de “folletos”, nominacions de càrrecs importants a fets polítics, econòmics, socials...
- El Correo Estrangero segueix la mateixa línia que l'anterior apartat. No obstant això, hi veiem una visió més globalitzada. Parla des de fets d'Itàlia, França, o Regne Unit fins a fets importants que han succeït als Estats Units.
- Sección de Anuncios

No obstant això, les seccions van anar variant a mesura que passaven els mesos. L'últim mes de publicació del diari, tot i que el contingut era més o menys el mateix, el diari estava dividit en les seccions següents:
- Calendario Religioso, histórico y moral
- Sección Doctrinal
- Sección Recreativa (Variedades)
- Crónica del Panadés: correspon al Boletín Religioso, ja que era la secció on et trobaves l'explicació dels diferents “cultos”.
- Gacetillas
- Sección económica

## Preus
Les primeres publicacions del peròdic tenien els preus de subscripció següents:
| En Vilafranca          | Fuera                 |
| Un mes: 5 reales       | Un mes: 6 reales      |
| Tres meses: 14 reales  | Tres meses: 16 reales |
| Seis meses: 27 reales  | Seis meses: 31 reales |
| Un año: 53 reales      | Un año: 63 reales     |
| En Ultramar: 84 reales | Estrangero: 90 reales |

Durant el 1866, els preus de subscripció eren els següents: 
| En Vilafranca tres meses: 12 reales |
| Fuera tres meses: 14 reales         |
| Ultramar 80 reales                  |
| Estrangero: 86 reales               |

A més a més, diu que “todo suscritor tendrá derecho a la inserción gratuita mensual de un anuncio que no esceda de seis líneas”.